# Zbrodnia w Buczy
Zbrodnia w Buczy (także: rzeź w Buczy, masakra w Buczy) – zbrodnia wojenna dokonana w marcu 2022 roku w Buczy przez Wojska Lądowe Federacji Rosyjskiej podczas inwazji Rosji na Ukrainę. Szacuje się, że w jej trakcie mogło zostać zamordowanych ponad 400 nieuzbrojonych ukraińskich cywilów, liczba ta nie została jednak do tej pory potwierdzona przez ONZ, które nadal prowadzi w tej sprawie śledztwo.
Masakra została odkryta i podana do publicznej wiadomości, po wycofaniu się wojsk rosyjskich 29 marca 2022 roku. W miejscowościach pod Kijowem, które opuściły wojska rosyjskie, znalezione zostały setki ciał cywilów. Wiele śladów wskazuje, że dokonano ich egzekucji. Symbolem dokonanych zbrodni jest miasto Bucza. Odkryto tam zbiorowe groby, w których pogrzebano 280 cywilów. Część z nich miała związane za plecami ręce. Jeden z grobów znajdujący się w Buczy zawierał 57 ciał. W Buczy znaleziono ok. 320 ciał. Łączna liczba zwłok znaleziona w obwodzie kijowskim, m.in. w Buczy, Hostomelu i Irpieniu na dzień 3 kwietnia, wynosiła 410. Natomiast 10 kwietnia rząd Ukrainy poinformował o co najmniej 1222 zabitych w obwodzie kijowskim. 12 kwietnia poinformowano o ponad 400 zabitych mieszkańców hromady Bucza i masowym grobie zawierającym ok. 300 ciał, a 23 kwietnia mer Buczy przekazał informację o 412 ciałach. Badająca sprawę ONZ w swoim raporcie obarczyła winą za dokonane zbrodnie wojska rosyjskie, potwierdzając do tej pory w samej Buczy 73 zabójstwa (54 mężczyzn, 16 kobiet i 3 dzieci) i aktualnie analizując kolejnych 105 domniemanych (stan na 7 grudnia 2022).

## Okupacja Buczy
W trakcie trwania inwazji na Ukrainę w 2022 r., część wojsk rosyjskich przekroczyło granicę ukraińsko-białoruską, na północ od Kijowa. Jednym z początkowych ruchów było wykorzystanie przez armię rosyjską konwojów, w celu natarcia na Kijów.
27 lutego 2022 r. rosyjskie siły wkroczyły do miasta Bucza, czyniąc je jednym z pierwszych peryferyjnych obszarów Kijowa, do których wkroczyły siły rosyjskie. Wojska rosyjskie próbowały z marszu przedostać się do Irpenia, jednak zostały zatrzymane przez siły ukraińskie i wyparte z części Buczy. Siły ukraińskie niemal doszczętnie zniszczyły kolumnę pojazdów rosyjskich ustawionych na ulicy Wokzalnej, przecinającej miasto w kierunku z północy na południe. Na początku marca udało im się odbić większość miasta i ustanowić linię obrony wzdłuż ulicy Jabłońskiej, biegnącej równolegle do rzeki Bucza, oddzielającej Buczę od Irpenia.
Rosjanie mieli listy proskrypcyjne zawierające 40–50 nazwisk, na podstawie których rozpoczęli aresztowania oficjeli i lokalnych przywódców. Burmistrz Buczy Anatolij Fedoruk pozostał w mieście w trakcie trwania okupacji. Nie został uprowadzony ani stracony. Prawdopodobnie dlatego, że na liście proskrypcyjnej jego nazwisko zostało błędnie zapisane jako „Fedorczuk”. W momencie zajęcia miasta, przebywała tam mniej więcej połowa z 42 tysięcy mieszkańców. Mieszkańcy nie mogli początkowo opuszczać Buczy, dopiero później Rosjanie zgodzili się na otwarcie przejścia do Kijowa. Ewakuacja ludności miała się zacząć 9 marca, ale z powodu ostrzału zaczęła się kolejnego dnia i trwała jedenaście kolejnych. W efekcie pod koniec miesiąca w mieście pozostało ok. 4–5 tysięcy mieszkańców.
Początkowo relacje między siłami okupacyjnymi a mieszkańcami miasta były spokojne. Jednak po około tygodniu pogorszyły się wraz z przybyciem nowych wojsk, oznaczonych symbolem „V”. Ustanowiona została godzina policyjna o 16:00, po której mieszkańcy mieli zostawać w domach. Na najwyższych budynkach ustanowione zostały gniazda snajperskie. Ulica Jabłońska została ogłoszona strefą „no-go”, snajperzy otrzymali rozkaz strzelania do każdego, kto się w niej pojawił. 10 marca specjalne jednostki rosyjskie rozpoczęły przeszukiwania osiedli mieszkaniowych w poszukiwaniu ukraińskich żołnierzy, weteranów wojny w Donbasie i agentów ukraińskiego wywiadu. Cywilni mieszkańcy miasta otrzymali rozkaz noszenia białych opasek na ramieniu, w celu oznaczenia i odróżnienia ich od obcych spoza miasta.
Rosyjskie wojska opuściły miasto 29 marca, w obliczu ukraińskiej kontrofensywy.
Pod koniec marca, przed wycofaniem się Rosjan z Kijowa, Prokurator Generalna Ukrainy, Iryna Wenediktowa, oświadczyła, że ukraińscy prokuratorzy zebrali dowody 2500 przypadków podejrzeń o zbrodnie wojenne podczas rosyjskiej inwazji w 2022 r., a także zidentyfikowali „kilkuset podejrzanych”.
W ramach generalnego odwrotu wojsk rosyjskich na północ od Kijowa oraz ataków wojsk ukraińskich na formacje rosyjskie, wojska rosyjskie w rejonie Buczy wycofały się na północ. Wojska ukraińskie wkroczyły do miasta niedługo potem, 1 kwietnia.

## Zbrodnie

### Pierwsze ofiary w czasie zajmowania miasta 27 lutego
Pierwsze ofiary zginęły w czasie walk o miasto 27 lutego 2022 roku. W wielu przypadkach nie były to jednak ofiary przypadkowe, ale cywile zabijani celowo. Taki los spotkał m.in. 56-letnią Tetianę Pomazenko, która została zastrzelona przed swoim domem, przy ulicy Wokzalnej 122, w północnej części miasta.

### Egzekucja 4 marca
Według relacji miejscowej nauczycielki złożonej Human Rights Watch 4 marca ok. 7:00 cztery ciężarówki Kamaz i trzy transportery opancerzone przyjechały na jej ulicę. Żołnierze kazali osobom wyjść z domów pod groźbą wrzucenia granatów do środka. Około 40 osób zgromadzili na pobliskim skwerze, gdzie przeszukiwali ich oraz wypytywali o osoby służące w Donbasie. Rosyjscy żołnierze wytypowali 5 mężczyzn, którym kazali zdjąć buty i kurtki oraz uklęknąć, naciągnęli im koszulki na głowę, po czym strzelili w tył głowy jednemu z nich. Czterej pozostali klęczeli jeszcze kilka godzin, ich los nie jest znany.

### Egzekucja 7 marca
Według relacji Władysława Kozłowskiego, mieszkańca Kijowa, który na początku wojny zamieszkał w Buczy ze swoją matką, wojska rosyjskie, wśród których byli Białorusini, wkroczyły do Buczy 2 marca. Wkrótce na ich miejsce pojawili się inni żołnierze, którzy 7 marca wyciągnęli wszystkich ze schronu, w którym Kozłowski się ukrywał. Ludzie zostali ograbieni z kosztowności. Osoby, które według znalezionych przy nich dokumentów służyły w Donbasie, albo zostały zarejestrowane w armii, były rozstrzeliwane na miejscu. Zabite zostały osoby mające tatuaże uznane za „nazistowskie”, do których zaliczono również ukraińskiego tryzuba. W tym wydarzeniu według Kozłowskiego rozstrzelano 8 mężczyzn. Ciała zostały znalezione na tyłach budynku biurowego przy ulicy Jabłońskiej 144. Wszyscy mężczyźni mieli związane ręce i kostki.

### Egzekucja przy ulicy Jabłońskiej
Pośród ciał znalezionych przy ulicy Jabłońskiej wyróżniały się trzy ciała osób, z których jedna miała związane ręce. Wszystkie trzy miały ślady po strzałach w głowę, w tym ta ze związanymi rękoma z bardzo bliskiej odległości. Były to najprawdopodobniej ofiary egzekucji przeprowadzonej w tym miejscu przez żołnierzy rosyjskich. Na jednym z nagrań, datowanym na 25 marca, widać grupę rosyjskich żołnierzy otaczających klęczącego mężczyznę, w tym samym miejscu. Wskazywałoby to, że egzekucja została przeprowadzona właśnie wtedy. Ciała nie są widoczne na zdjęciach satelitarnych z 11 marca.

### Zbrodnie na ulicy Jabłońskiej
Po wkroczeniu wojsk ukraińskich do miasta odkryto szereg ciał leżących na jednej z głównych ulic Buczy, ulicy Jabłońskiej, na odcinku o długości poniżej 1 kilometra. Jako pierwszy zdjęcia ciał upublicznił lokalny radny na filmie nagranym z przejeżdżającego ulicą i mijającego slalomem ciała auta, opublikowanym 1 kwietnia. Dzięki analizie zdjęć satelitarnych udało się ustalić, że 11 z tych ciał znalazło się tam między 9 a 11 marca. Większość z tych osób została zabita przez snajperów. Niektóre z ciał znajdowały się obok czegoś, co wyglądało na krater uderzeniowy, inne znajdowały się w pobliżu porzuconych samochodów. Trzy ciała leżały obok rowerów. Dwa ciała, prawdopodobnie ofiary egzekucji, nie są widoczne na zdjęciach satelitarnych z 11 marca, pojawiły się tam później.
Inna grupa trzech ciał została znaleziona przy skrzyżowaniu z ulicą Wokzalną, przy zwalonym słupie elektrycznym. Jedno z ciał pojawiło się tam między 20 a 21 marca. Datowany na 5 marca film z drona pokazuje moment zabicia drugiej osoby z grupy, zidentyfikowanej jako 52-letnia makijażystka Irina Filkina, której ciało zostało znalezione przy rowerze. Została ona ostrzelana przez rosyjskie wozy bojowe. Okoliczności pojawienia się trzeciego ciała nie zostały ustalone.
Według relacji Iriny Abramow jej dom na rogu ulicy Wokzalnej i Jabłońskiej, przy którym zabity został rowerzysta, został tego samego dnia przeszukany przez oddział Kadyrowców, a mieszkający z nią mąż 40-letni Oleg Abramow zastrzelony na miejscu, ona zaś sterroryzowana.
Ogólnie przy ulicy Jabłońskiej w momencie wkroczenia wojsk ukraińskich odnaleziono 17 ciał.

### Zbrodnie przy ulicy Iwana Franki
Wiele ciał odnaleziono przy ulicy Iwana Franki i w jej okolicach. W tym miejscu kwaterowała nieokreślona jednostka rosyjska. Ofiary wydają się być przypadkowe, często w domach zamordowanych stacjonowali później żołnierze. Tak było w domu przy ulicy Iwana Franki, należącego do Siergieja Gawryluka, który został zabity wraz z bratem Romanem i innym przypadkowym mężczyzną, który według relacji świadków pojawił się na posesji w poszukiwaniu zasięgu telefonu komórkowego. To mogło też się stać przyczyną jego śmierci. W rowie melioracyjnym pod nasypem kolejowym znaleziono ciała dwóch braci. W piwnicy jednego z domów znaleziono ciało młodego mężczyzny, który zginął od kuli w głowę. Dalej na północ, na ulicy Maksyma Rydzanicza, od początku marca leżało ciało starszego, postrzelonego w głowę mężczyzny.
Na skrzyżowaniu ulicy Starojabłońskiej i Iwana Franki znaleziono zwęglone ciała kilkuosobowej rodziny, informację o tym opublikował dziennikarz Denys Kazanśkyj. Rodzina została prawdopodobnie zastrzelona w samochodzie, ciała potem usiłowano spalić w celu ukrycia śladów zbrodni. Są to prawdopodobnie ciała 5–6 osób, ich stan nie pozwalał określić dokładnej liczby.

### Egzekucje w sanatorium dziecięcym
Po wyzwoleniu miasta w sanatorium dziecięcym, mieszczącym się między ulicami Wokzalną i Instytucką znalezione ciała 5 mężczyzn, ze śladami tortur. Ofiary miały związane ręce i były bite przed śmiercią. Według relacji mieszkańca miasta Aleksandra Litwina był on tam przetrzymywany wraz z sześcioma innymi mężczyznami, lecz im udało się uciec.

### Egzekucje w fabryce szkła
Żołnierze rosyjscy zajęli budynek fabryki szkła przy ulicy Jabłońskiej 84 i przekształcili ją w swoją siedzibę główną. Na terenie fabryki odnaleziono trzy ciała należące do pracowników fabryki, przed śmiercią byli oni brutalnie torturowani. 21-letni Dmytro Szaplihyn był bity i przypalany papierosami, a następnie zabity strzałem w klatkę piersiową. Drugiemu z zabitych odcięto głowę, która następnie została spalona, a potem złożona u jego stóp.

### Gwałty
Według Ludmyły Denisowej, rzeczniczki praw obywatelskich Ukrainy, 25 kobiet i dziewcząt w wieku od 14 do 24 lat zgłosiło, że zostały zgwałcone w Buczy w czasie rosyjskiej okupacji.

### Masowy grób przy cerkwi św. Andrzeja Apostoła
Miejscowy ukraiński koroner Andriej Kapliszny kazał na początku marca wykopać grób do chowania ciał osób zabitych w egzekucjach lub podczas zajmowania miasta przez wojska rosyjskie. Ciał nie można było przechowywać w kostnicy z powodu braku prądu. Grób został zlokalizowany przy cerkwi św. Andrzeja Apostoła i Wszystkich Świętych na niezabudowanej parceli. Koroner opuścił miasto 10 marca, wówczas w grobie znajdowało się ok. 40 ciał. Część z nich została później przeniesiona. Grób miał kształt długiego wykopu, ciągnącego się po zachodniej stronie cerkwi, na długości 13,7 metrów, od ulicy Mykoły Muraszki.

### Pochówki na cmentarzu miejskim
Miejscowy ukraiński koroner Andriej Kapliszny przed wyjazdem z miasta 10 marca pochował na cmentarzu miejskim 57 osób, z których 15 zmarło śmiercią naturalną. Reszta została zastrzelona lub zabita odłamkami pocisków.

### Zbezczeszczenie zwłok
Zwłoki niektórych ofiar zostały spalone (lub nadpalone). Inne rozwleczone i ułożone w taki sposób, aby przed kolejnymi budynkami znajdowało się jedno ciało. Zdaniem Stanisława Asiejewa w ten sposób wojska rosyjskie postępowały w Czeczenii. Zbezczeszczenie zwłok miało miejsce również w innych miejscowościach pod Kijowem. Ołeksandr Markuszyn, mer Irpienia, informował o rozjeżdżaniu ciał zastrzelonych ludzi czołgami, natomiast prezydent Zełenski o okradaniu zmarłych z butów i zegarków. Kwestia zbezczeszczenia zwłok została przywołana przez Joego Bidena przy zawieszeniu Rosji w Radzie Praw Człowieka ONZ.

### Pozostałe zbrodnie

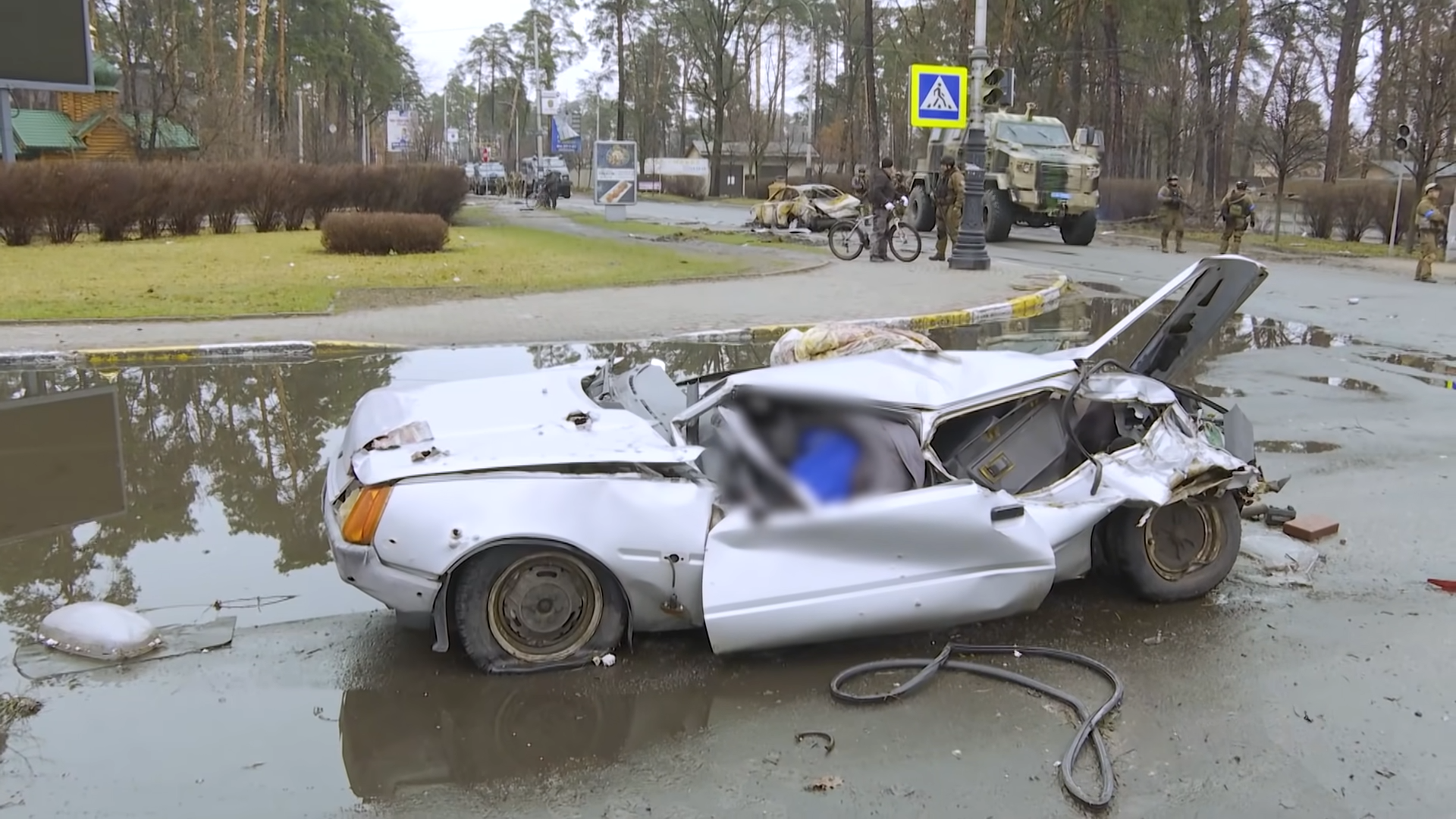
Samochód zniszczony wraz z kierowcą

Członek parlamentu ukraińskiego Ołeksij Honczarenko opublikował 3 kwietnia film, na którym widoczne było ostrzelane auto znajdujące się na buczańskim odcinku drogi E373, tuż przy wylocie z miasta. W środku widoczne było bezgłowe ciało kobiety. Według relacji parlamentarzysty autem próbowały się wydostać trzy kobiety: kobieta z córką i swoją matką, ciało należało do najstarszej z nich. Dzięki analizie zdjęć satelitarnych udało się ustalić, że auto znajdowało się tam co najmniej od 9 marca.
Na innym odcinku tej samej drogi, bardziej w centrum miasta, między ulicami Wokzalną a Puszkińską, zostały zmiażdżone, przejechane ciężkim sprzętem, auta. W niektórych z nich znajdowali się kierowcy.
Według relacji Wołodomyra Kopaczowa żołnierze rosyjscy zastrzelili trzy osoby: jego 33-letnią córkę, jej chłopaka i znajomego, po tym jak ci na kilka dni przed wycofaniem się wojska wystrzelili w ich kierunku serpentyny.

## Odpowiedź Rosji

### Stanowisko władz
Strona rosyjska oświadczyła, że ich siły zbrojne nie atakują ludności cywilnej, a doniesienia o masakrze są „działaniami propagandowymi” władz ukraińskich. Rzeczniczka rosyjskiego Ministerstwa Spraw Zagranicznych Maria Zacharowa stwierdziła ponadto, że całe wydarzenie jest „prowokacją” wykreowaną przez Stany Zjednoczone i NATO. Przedstawiciel Rosji przy ONZ Wasilij Nebenzia uznał oskarżenie rosyjskich żołnierzy za bezpodstawne, zaś przedstawione dowody za sfałszowane. Poinformował, że posiada dowody potwierdzające, iż rosyjscy żołnierze nie zabijają cywilów, które wkrótce przedstawi ONZ.
MSZ Siergiej Ławrow twierdzi, że wojska rosyjskie opuściły Buczę 30 marca, a 31 marca otrzymał wideo potwierdzające brak zwłok cywilów. Jego zdaniem informacja jest podsycana przez zachodnie media. Po oświadczeniu Ławrowa strona rosyjska zaczęła stać na stanowisku, że zwłoki cywilów pojawiły się na ulicach dopiero wówczas, kiedy na wyzwolone tereny wkroczyli żołnierze ukraińscy. Natomiast „The New York Times”, powołując się na zdjęcia satelitarne „The Times” wykonane przez Maxar Technologies, zaprzeczył tym doniesieniom. Ze zdjęć satelitarnych wynika, że zwłoki na ulicach leżały co najmniej od 11 marca, zaś pierwsze zdjęcie rowu, w którym znajdował się masowy grób, pochodzi z 10 marca.
Prezydent Rosji Władimir Putin w rozmowie z premierem Węgier określił rzeź w Buczy nazwał „ordynarną i cyniczną” prowokacją władz Ukrainy.
Minister obrony Rosji Siergiej Szojgu twierdzi, że Ukraina już wcześniej przygotowywała podobne prowokacje w Konotopie i Trościańce oraz Borodziance i Katiużance.
Dmitrij Miedwiediew stoi na stanowisku, że Ukraina oraz kraje zachodu kłamią w sprawie Buczy, aby przedstawić Rosję w złym świetle.
6 kwietnia Maria Zacharowa powiedziała: „istnieje wystarczająco wiele dowodów potwierdzających, że rosyjskie wojsko nie było zaangażowane w wydarzenia w Buczy, aby zakończyć oskarżania Rosji”. Jej zdaniem nagranie zostało sfałszowane jako pretekst do nałożenia sankcji, wydalenia dyplomatów z krajów zachodnich oraz utrudnienia porozumienia pomiędzy Rosją i Ukrainą.
8 kwietnia Dmitrij Pieskow w wywiadzie dla Sky News zaprzeczył, że rosyjskie wojska mają związek z rzezią w Buczy.

### Rządowe media
Rosyjskie media państwowe przedstawiają stanowisko rządu, a emitowane przez nie materiały zachodni dziennikarze określają jako propagandę i skrajny przykład dezinformacji. Jednocześnie strona rosyjska zarzuca dezinformację mediom zachodnim. Kremlowskie media przedstawiały rzeź w Buczy jako mistyfikację, która miała być pretekstem do nałożenia większych sankcji na Rosję. Środki masowego przekazu dementowały wydarzenie poprzez nagrania, w których ciała miały się poruszać. Mowa tu m.in. o rozpowszechnianych filmach, gdzie ruszała się ręka martwego czy też widocznymi w lusterku samochodowym wstającymi ciałami, co było obalane przez media zagraniczne. Część mediów rosyjskich przekazywała informację, według której winę za zbrodnię ponosi ukraińskie wojsko.
Stanowisko rządu Rosji ulegało drobnym modyfikacjom, dlatego (w zależności od daty) w mediach przekazywano komunikaty różniące się treścią lub sprzeczne, np.:
- Zdjęcia z Buczy to prowokacja przygotowana przez Ukraińców dla zachodnich mediów (stanowisko Ministerstwa Obrony)[71][75].
- Na nagraniu policji ukraińskiej zwłoki są udawane przez żywych aktorów. Jeden macha ręką, inny wstaje[76][77][78].
- Kiedy wojska rosyjskie opuszczały Buczę nie było w niej zwłok. Zbrodni mógł dokonać ktoś inny, kto pojawił się w miejscowości przed przybyciem Ukraińców[79][80][81].
- Żaden mieszkaniec Buczy nie ucierpiał, kiedy w miejscowości znajdowali się rosyjscy żołnierze. Rosyjscy żołnierze dostarczyli Ukraińcom z obwodu kijowskiego 452 tony produktów w ramach pomocy humanitarnej (oficjalne stanowisko Ministerstwo Obrony) i nie robili krzywdy cywilom[82][83].

Twierdzono również, że Stany Zjednoczone przyznały, iż minimum 150 agencji public relations, wspieranych przez zachodnie media, pracuje nad przekazywaniem światu fałszywych informacji o sytuacji na Ukrainie, a Bucza jest tego przykładem. Przedstawiciele USA nigdy nie podali takiej informacji.
7 kwietnia telewizja Rossija 24 wyemitowała nagranie, mające stanowić dowód na mistyfikację. Przedstawiało mężczyzn, których Rossija 24 opisała jako: „dwóch Ukraińców w wojennych mundurach, owijających manekina folią, aby udawał zwłoki”. Rzecz sprostowała rosyjska reżyserka Nadieżda Kołobajewa, która wyjaśniła, że nagranie nie ma nic wspólnego z Buczą, zostało wykonane przez jej ekipę filmową podczas kręcenia serialu, a mężczyźni to kaskader i jego asystent.

### Dekret Putina w sprawie 64 Brygady
18 kwietnia Władimir Putin podpisał dekret nadający 64 Samodzielnej Brygadzie Zmechanizowanej honorowy tytuł gwardii. Brygada ta okupowała Buczę w czasie, w którym doszło do rzezi.
Tekst dekretu: „Za ogromne bohaterstwo i odwagę, niezłomność i męstwo, które wykazali żołnierze brygady podczas działań bojowych w obronie ojczyzny i interesów narodowych w czasie konfliktów zbrojnych, postanawiam: 1. Nadać 64 Samodzielnej Brygadzie Zmechanizowanej tytuł honorowy gwardyjskiej i przemianować jej nazwę na: 64 Samodzielna Gwardyjska Brygada Zmechanizowana. 2. Powyższy dekret wchodzi w życie z dniem podpisania”.

### Stanowisko działaczy opozycji
3 kwietnia Michaił Chodorkowski umieścił w mediach społecznościowych oświadczenie Komitetu Antywojennego, wzywające do przeprowadzenia międzynarodowego śledztwa w sprawie Buczy oraz zbrodni dokonanych przez wojska rosyjskie na cywilach, które nazwano „ludobójstwem narodu ukraińskiego”.
Aleksiej Nawalny odniósł się do rzezi w Buczy 5 kwietnia na swoim koncie w serwisie Twitter. Zalecał uznanie jej za „zbrodnię wojenną”. Skomentował również program wyemitowany w rosyjskiej telewizji, podczas którego zaproszeni goście twierdzili, że masakry dokonali Ukraińcy. Nazwał ich „następcami Goebbelsa”.
Grupa rosyjskich blogerów i aktywistów Conflict Intelligence Team, współpracująca z Bellingcat, gromadzi dowody w sprawie rzezi w Buczy i publikuje analizy podważające oficjalne stanowisko władz. Rusłan Lewijew, założyciel Conflict Intelligence Team, o komunikatach rządu i przekazach w rosyjskich mediach państwowych powiedział: „to jest ta sama taktyka, jak po zestrzeleniu Boeinga [Lot 17 linii Malaysia Airlines]”.

## Dochodzenia

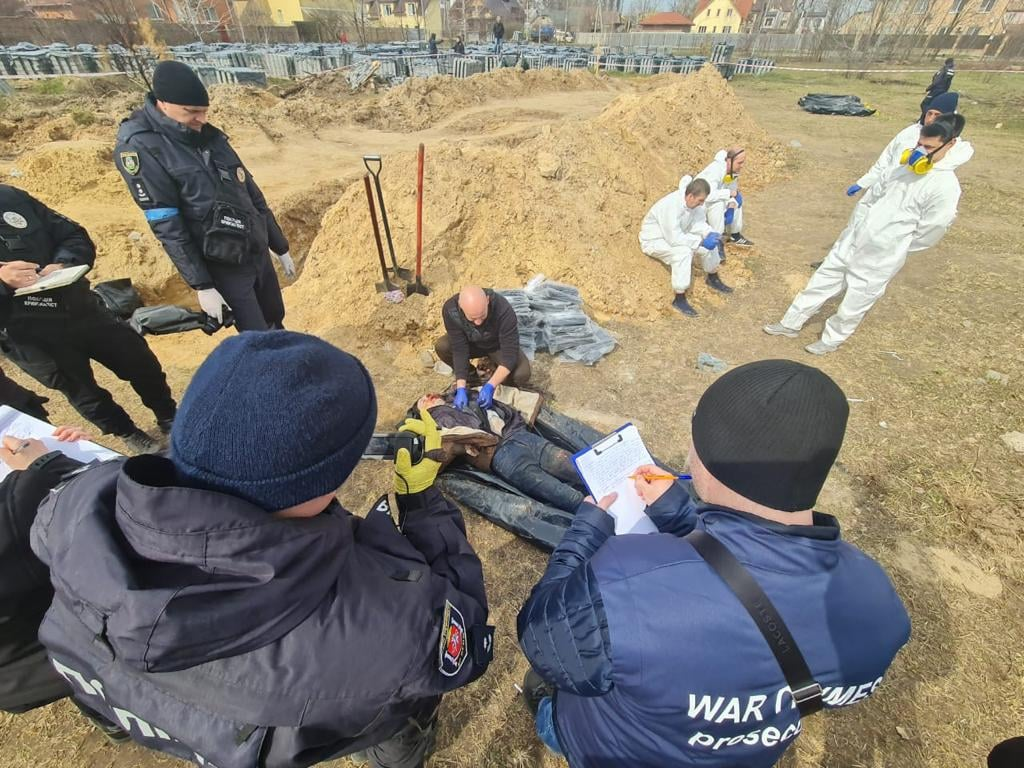
Policja ukraińska wydobywa zwłoki ofiar z masowego grobu

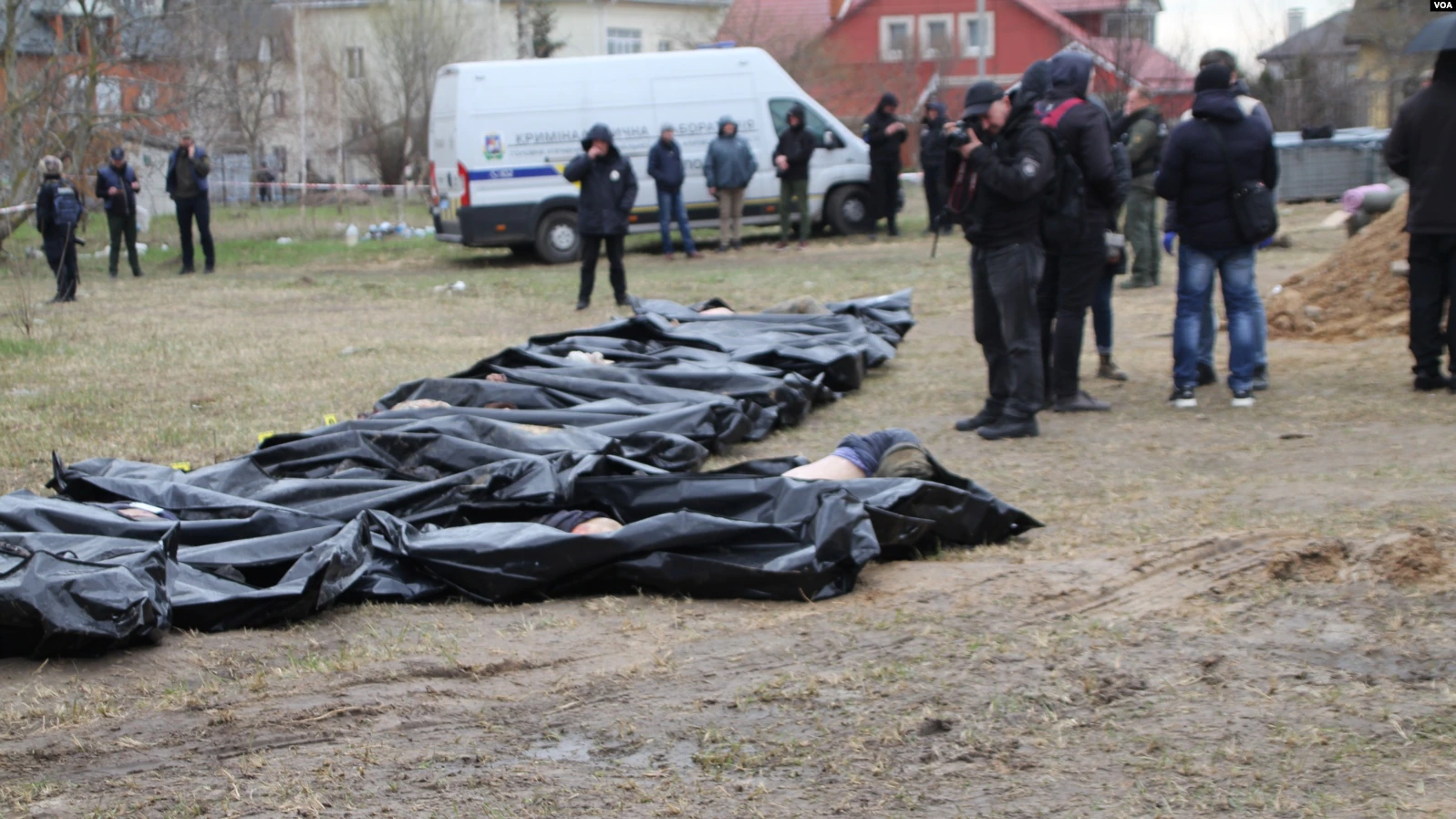
Ekshumowane zwłoki

### Krajowe
Policja Narodowa Ukrainy wszczęła śledztwo w sprawie wydarzeń w Buczy, gdzie rozległy obszar potraktowano jako miejsce zbrodni.
4 kwietnia Główny Wydział Wywiadu Ministerstwa Obrony Ukrainy udostępnił do publicznej wiadomości dane ponad 1600 rosyjskich żołnierzy należących do 64 Samodzielnej Brygady Strzelców Zmotoryzowanych 35. Armii Wschodniego Okręgu Wojskowego, która wkroczyła na tereny w okolicy Buczy. Brygada po wycofaniu z Ukrainy znalazła się na Białorusi, ale wedle ustaleń wywiadu ma ponownie zostać skierowana do walki na Ukrainie. Agencja Interfax podała, że za wydarzenia w Buczy mogą odpowiadać żołnierze walczący w 64 Samodzielnej Brygadzie Strzelców Zmotoryzowanych, której dowódcą jest podpułkownik Azatbek Asanbekowicz Omurbekow. 7 kwietnia ukraiński wywiad opublikował na swojej stronie rządowej listę żołnierzy 748. samodzielnego batalionu rosyjskiej Gwardii Narodowej uczestniczącego w zbrodniach na terenach obwodu kijowskiego.

### Międzynarodowe
Ministerstwo Spraw Zagranicznych Ukrainy zwróciło się do Międzynarodowego Trybunału Karnego na Ukrainie o wysłanie śledczych do Buczy i innych wyzwolonych obszarów obwodu kijowskiego. Minister spraw zagranicznych Dmytro Kułeba wezwał także inne grupy międzynarodowe w celu zebrania dowodów.
4 kwietnia Ursula von der Leyen przeprowadziła rozmowę telefoniczną z Wołodymyrem Zełenskim i zapowiedziała, że Unia Europejska może skierować na Ukrainę zespoły śledcze, które podejmą współpracę z ukraińską prokuraturą oraz zapewnią wsparcie finansowe i techniczne podczas dochodzenia.
4 kwietnia polska Prokuratura Krajowa zaoferowała wsparcie stronie ukraińskiej i skierowała w tej sprawie deklarację do prokuratorów z Międzynarodowego Trybunału Karnego w Hadze.
5 kwietnia, podczas specjalnego posiedzenia Rady Bezpieczeństwa ONZ, Zełenski zreferował dotychczasowe ustalenia strony ukraińskiej na temat wydarzeń w Buczy, zaś sekretarz generalny ONZ Antonio Guterres opowiedział się za przeprowadzeniem śledztwa w tej sprawie.
6 kwietnia prokurator generalny Stanów Zjednoczonych Merrick Garland poinformował, że Departament Sprawiedliwości USA dołączy do międzynarodowej grupy śledczych badających zbrodnie wojenne na Ukrainie.

### Ustalenia dziennikarzy
4 kwietnia „The Times” opublikował zdjęcia satelitarne Maxar Technologies, potwierdzające obecność zwłok na ulicach Buczy przed wycofaniem się wojsk rosyjskich.
6 kwietnia „Der Spiegel” poinformował, że Bundesnachrichtendienst (niemiecka agencja wywiadowcza) posiada nagrania rozmów rosyjskich żołnierzy, którzy przyznają się osobom trzecim do mordowania cywilów w okolicach Kijowa. Bundesnachrichtendienst nie potwierdził tego oficjalnie.
8 kwietnia portal Meduza opublikował nagranie wykonane z drona, które otrzymał od Rosjanina walczącego po stronie ukraińskiej. Potwierdza ono obecność zwłok na ulicach przed wycofaniem się wojsk rosyjskich z Buczy i pokrywa z ustaleniami dziennikarzy „The Times”.

## Reakcje

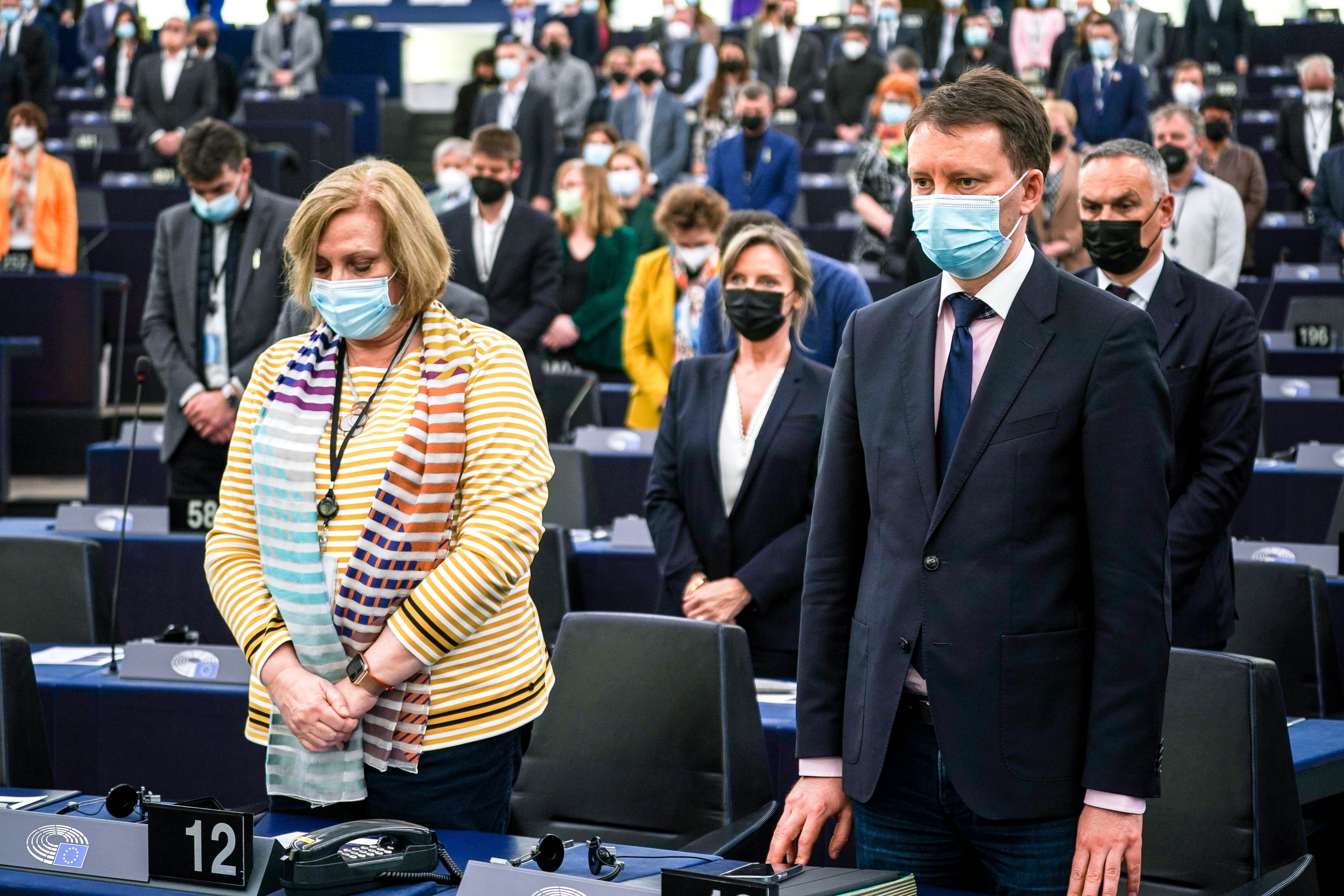
Minuta ciszy w Parlamencie Europejskim

### Organizacje
- Unia Europejska
  - Przewodniczący Rady UE, Charles Michel, powiedział, że jest „zszokowany nawiedzonymi obrazami okrucieństw popełnianych przez armię rosyjską w Kijowie” i obiecał, że UE będzie wspierać Ukrainę i organizacje praw człowieka w zbieraniu dowodów do wykorzystania w sądach międzynarodowych[123].
  - Przewodnicząca Komisji Europejskiej Ursula von der Leyen: „Przerażona doniesieniami o niewyobrażalnych okropnościach na terenach, z których Rosja się wycofuje. Pilnie potrzebne jest niezależne śledztwo. Sprawcy zbrodni wojennych zostaną pociągnięci do odpowiedzialności”[124].
  - Roberta Metsola, przewodnicząca Parlamentu Europejskiego: „Przerażona okrucieństwem armii rosyjskiej w Buczy i innych wyzwolonych obszarach. To jest zimna rzeczywistość zbrodni wojennych Putina. Świat musi być świadomy tego, co się dzieje. Trzeba nałożyć ostrzejsze sankcje. Sprawcy i ich dowódcy muszą zostać postawieni przed wymiarem sprawiedliwości”.
  - Josep Borrell, Wysoki Przedstawiciel Unii do Spraw Zagranicznych i Polityki Bezpieczeństwa: „Gratuluję Ukrainie wyzwolenia większości regionu Kijowa. Jestem wstrząśnięty wiadomościami o okrucieństwach popełnianych przez siły rosyjskie. UE pomaga Ukrainie w dokumentowaniu zbrodni wojennych. Wszystkie sprawy muszą być kontynuowane, najlepiej przez Międzynarodowy Trybunał Sprawiedliwości. UE będzie nadal zdecydowanie wspierać Ukrainę. Слава Україні!”[125].
- NATO
  - Sekretarz generalny Jens Stoltenberg powiedział w wywiadzie dla CNN: „To przerażające i absolutnie nie do przyjęcia, że cywile są atakowani i zabijani”[126].
- ONZ
  - Sekretarz generalny António Guterres stwierdził: „Jestem głęboko zszokowany obrazami cywilów zabitych w Buczy na Ukrainie. Niezbędne jest, aby niezależne śledztwo prowadziło do skutecznej odpowiedzialności”[127].
  - 7 kwietnia do Buczy przyjechał Martin Griffiths, zastępca sekretarza generalnego ONZ ds. humanitarnych. Oglądał masowy grób, rozmawiał z lokalnymi władzami[128]. Powiedział: „świat jest głęboko wstrząśnięty. Następny krok to przeprowadzenie śledztwa”[129][130].

### Państwa
- Albania

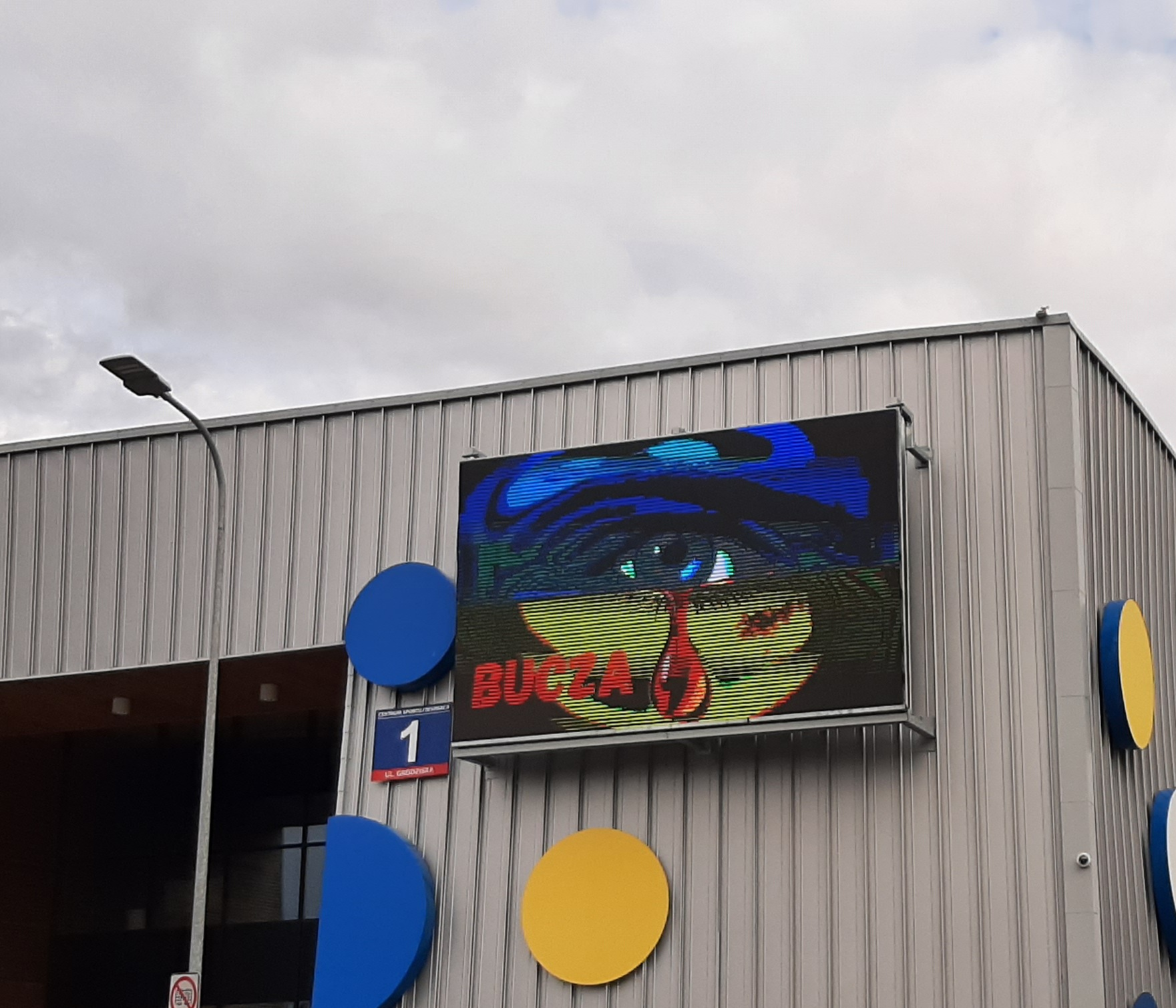
Telebim na Centrum Sportu w Błoniu (8 kwietnia 2022)

  - Minister spraw zagranicznych Albanii Olta Xhaçka wezwała do rzetelnego śledztwa i obiecała pomoc Albanii w udokumentowaniu wydarzenia. Prezydent Ilir Meta powiedział, że społeczność międzynarodowa musi działać na rzecz „zatrzymania kremlowskiej maszyny do zabijania”. Oboje potępili zbrodnię[131].
- Australia
  - Premier Scott Morrison oznajmił poprzez platformę Twitter, że jest przerażony doniesieniami o zbrodniach na ukraińskich cywilach dokonywanych przez wojska rosyjskie w Buczy i innych miastach. Atakowanie niewinnych cywilów oraz niszczenie infrastruktury cywilnej nazwał zbrodniami wojennymi. Według Morrisona, Rosja będzie musiała ponieść odpowiedzialność za działania swoich sił zbrojnych[132].
  - Minister spraw zagranicznych, Marise Payne, opisała na platformie Twitter swój szok i wezwała Rosję do rozliczenia[133].
- Chiny
  - W trakcie Rady ONZ ambasador Chin Zhang Jun określił zdjęcia „bardzo niepokojącymi”, jednak wydarzenie wymaga weryfikacji, a wszelkie oskarżenia powinny być oparte na dowodach. Wezwał Stany Zjednoczone, NATO i Unię Europejską do podjęcia dialogu z Rosją w celu rozwiązania kryzysu, a sankcje uznał za nieskuteczne i powodujące skutki inne od zamierzonych[134].
  - Minister spraw zagranicznych Zhao Lijian(inne języki) wyraził zaniepokojenie tym co się wydarzyło w Buczy. Wezwał wszystkie strony do niestawiania oskarżeń dopóki nie zakończy się śledztwo w tej sprawie. Stwierdził, że sprawy humanitarne nie powinny być upolityczniane i opierały się na faktach[135].
  - Rządowe media podkreślały stanowisko Rosji i przekaz kremlowskich mediów mówiących o rzezi w Buczy jako upozorowanej akcji[136][137]. W m.in. propagandowym tabloidzie Global Times przedstawiano, że USA są odpowiedzialne za wywołanie wojny i jej zaostrzanie, czego skutkiem są tragedie humanitarne[138].
- Japonia
  - Premier Japonii Fumio Kishida określił wydarzenie „złamaniem prawa międzynarodowego” i obiecał, że Japonia współpracując ze społecznością międzynarodową zastosuje dalsze sankcje wobec Rosji[139]. Główny Sekretarz Gabinetu Hirokazu Matsuno(inne języki) stwierdził, że nie ma tolerancji dla atakowania niewinnych obywateli, a Rosja za złamanie prawa międzynarodowego powinna odpowiedzieć[10].
- Kanada
  - Premier Justin Trudeau stwierdził: „Zdecydowanie potępiamy mordowanie cywilów na Ukrainie, pozostajemy zaangażowani w rozliczanie reżimu rosyjskiego i nadal będziemy robić wszystko, co w naszej mocy, aby wspierać naród ukraiński”[140].
  - Minister spraw zagranicznych Mélanie Joly(inne języki) nazwała rosyjskie działania „szokującym” i „bezsensownym morderstwem niewinnych cywilów”, mówiąc, że „Kanada nie będzie szczędzić wysiłków, w tym dochodzeń w sprawie zbrodni wojennych, aby upewnić się, że winni zostaną pociągnięci do odpowiedzialności”[140].
- Estonia
  - Prezydent Alar Karis opublikował 3 kwietnia na Twitterze informacje, że „obraz, jaki wyłania się z terenów pozostawionych przez rosyjskie wojsko, jest przerażający, nie ma słów, by to opisać. Ci, którzy to zrobili, muszą zostać pociągnięci do odpowiedzialności”. Stwierdził też, że należy zrobić więcej, aby zakończyć zbrodnie wojenne armii rosyjskiej[141].
  - Premier Kaja Kallas powiedziała, że zdjęcia z Buczy przypominają masowe mordy popełniane przez Związek Radziecki i nazistowskie Niemcy i wezwała do zebrania szczegółów i postawienia sprawców przed sądem. „To nie jest pole bitwy, ale miejsce zbrodni” – dodała[142].
- Finlandia
  - Prezydent Sauli Niinistö oznajmił, że zbrodnie wojenne na Ukrainie muszą zostać zbadane, odnosząc się przy tym do okrucieństw w Buczy[143].
  - Premier Sanna Marin jest tego samego zdania co prezydent Finlandii[143].
- Francja
  - Prezydent Emmanuel Macron powiedział, że obrazy z Buczy są „nie do zniesienia”. Okazał współczucie dla ofiar i solidarność z Ukraińcami. Powiedział też, że „władze rosyjskie będą musiały odpowiedzieć za te zbrodnie”[144].
- Hiszpania
  - Premier Pedro Sanchez mówiąc o Rosji wezwał do zbadania „zbrodni wojennych i ludobójstwa”. Obiecał, że Hiszpania zrobi wszystko co w jej mocy, aby sprawa została zbadana, a sprawcy postawieni przed Międzynarodowy Trybunał Karny[145].
- Holandia
  - Premier Mark Rutte napisał, że był „zszokowany” doniesieniami o „straszliwych zbrodniach” na terenach, z których wycofała się Rosja. Dodał, że trzeba to „dochodzić” i że Holandia i jej partnerzy „nie spoczną”, dopóki „sprawcy zbrodni wojennych” nie zostaną pociągnięci do odpowiedzialności[146].
- Indie
  - Na Radzie Bezpieczeństwa ONZ przedstawiciel Indii T. S. Tirumurti(inne języki) stwierdził, że raport z rzezi w Buczy jest „bardzo niepokojący”. Potępił zbrodnię bez wskazania sprawcy i wezwał do niezależnego śledztwa[147].
- Irlandia
  - Minister spraw zagranicznych i handlu Irlandii Simon Convey był zszokowany tym wydarzeniem. Stwierdził konieczność pełnego zebrania dowodów zbrodni i poprowadzenia sprawy tak, aby sprawiedliwości stało się zadość[148].
  - Lider Partii Zielonych Eamon Ryan wspomniał o wykorzystaniu irlandzkiej ambasady w Moskwie w celu wyrażenia oburzenia[148].
- Izrael
  - Ambasador Izraela na Ukrainie nazwał to wydarzenie zbrodnią wojenną[149].
  - Minister spraw zagranicznych Ja’ir Lapid, zdecydowanie potępił masakrę i po raz pierwszy użył terminu „zbrodnia wojenna” w kontekście wojny na Ukrainie[149].
- Kazachstan
  - Przewodniczący kazachskiego senatu Mäulen Äşimbaev(inne języki) określił rzeź w Buczy „tragedią potrzebującą międzynarodowego śledztwa”. Uznał, że należy wstrzymać się od emocjonalnych oskarżeń i pod kierownictwem ONZ dojść do tego, co się wydarzyło w Buczy[150].
- Korea Południowa
  - Ministerstwo Spraw Zagranicznych oświadczyło, że rzeź w Buczy jest bez wątpienia złamaniem prawa międzynarodowego mimo wojny. Poparto przeprowadzenie niezależnego śledztwa przez ONZ[151].
- Litwa
  - Przewodnicząca Komisji Spraw Zagranicznych Laima Andrikienė powiedziała o wszczęciu śledztwa przez Międzynarodowy Trybunał Karny i że każdy sprawca tej zbrodni zostanie pociągnięty do odpowiedzialności. Wzywała do wyrzucenia Rosji z Organizacji Narodów Zjednoczonych i Rady Praw Człowieka ONZ. Komisja wezwała także inne narody do takiej jednomyślnej decyzji wymierzonej przeciwko Rosji oraz oceniła potrzebę stosowania dalszych kompleksowych sankcji[152].
  - Minister Spraw Zagranicznych Gabrielius Landsbergis określił rzeź w Buczy „ludobójstwem”. Za ważne uznał postawienie sprawców przed wymiar sprawiedliwości. Ocenił, że pojawią się kolejne przykłady rosyjskich zbrodni wraz z postępem wyzwalania terytoriów przez Ukrainę[153].
- Mołdawia
  - Prezydent Mołdawii Maia Sandu nazwała wydarzenie „zbrodniami przeciwko ludzkości” i ogłosiła 4 kwietnia 2022 r. dniem żałoby narodowej ku pamięci wszystkich Ukraińców poległych w wojnie rosyjsko-ukraińskiej[154].
- Niemcy
  - Wicekanclerz Robert Habeck określił wydarzenia w Buczy jako „nieuzasadnione” i „straszną zbrodnię wojenną”[123].
- Polska
  - Prezydent Andrzej Duda powiedział, że przestępcy muszą być nazywani przestępcami, stawieni przed sądem i skazani. Stwierdził też, że zdjęcia z Buczy obalają przekonanie, że za wszelką cenę trzeba szukać kompromisu w tym konflikcie. Dodał, że w rzeczywistości Obrońcy Ukrainy potrzebują przede wszystkim trzech rzeczy: broni, broni i jeszcze więcej broni[155].
  - Minister spraw zagranicznych Zbigniew Rau, który w tym roku jest również urzędującym przewodniczącym Organizacji Bezpieczeństwa i Współpracy w Europie (OBWE), wezwał społeczność międzynarodową do pomocy Ukrainie w zbadaniu działań armii rosyjskiej w regionie wokół Kijowa, w związku z oburzeniem wywołanym odkryciem zwłok w miejscowości Bucza. „Wyzwolenie obwodu kijowskiego ujawnia barbarzyństwo okrucieństwa popełniane przez rosyjskie siły zbrojne” – powiedział na Twitterze Zbigniew Rau[156].
- Rumunia
  - Minister spraw zagranicznych Bogdan Aurescu potępił okrucieństwa popełnione w Buczy, mówiąc, że wszyscy winni zbrodni muszą zostać pociągnięci do odpowiedzialności[157].
- Słowacja
  - Premier Eduard Heger porównał masakrę do „apokalipsy wojny w byłej Jugosławii”, mówiąc, że barbarzyński szał rosyjskich żołnierzy jest szokujący i zostanie ukarany przez społeczność międzynarodową[158].
- Stany Zjednoczone
  - Prezydent Stanów Zjednoczonych Joe Biden w dniu 4 kwietnia 2022 roku stwierdził, że konieczny jest proces w sprawie tej zbrodni i wezwał do przeprowadzenia takiego postępowania[159].
  - Sekretarz stanu Antony Blinken powiedział, że coraz więcej dowodów na rosyjskie zbrodnie wojenne na Ukrainie jest „uderzeniem w brzuch”, obiecując, że Stany Zjednoczone przyłączą się do swoich sojuszników w dokumentowaniu okrucieństw, aby pociągnąć sprawców do odpowiedzialności[160].
- Szwajcaria
  - Prezydent Ignazio Cassis mówił, że zszokowało go okrucieństwo w Buczy. Szwajcaria wzywa do pilnego śledztwa międzynarodowego[161].
- Turcja
  - Turcja potępiła rzeź w Buczy i wezwała do niezależnego śledztwa w tej sprawie[162].
- Ukraina
  - Rząd potępił sytuację jako zabijanie niewinnych cywilów oraz zauważył, że wszyscy zmarli byli w cywilnych ubraniach i nie byli uzbrojeni. Ukraiński rząd powiedział, że zbiera dowody zbrodni wojennych i dołączy dowody masakry w Buczy[163].
- Watykan
  - Papież Franciszek w geście solidarności z Ukrainą pocałował ukraińską flagę, która została przywieziona z Buczy. Spotkał się z dziećmi z Ukrainy. Potępił zbrodnię i wezwał do zawieszenia broni. Ocenił, że masakra w Buczy pokazała bezsilność ONZ[164].
- Węgry
  - Premier Węgier Viktor Orbán powiedział, że okrucieństwa do których dochodzi na Ukrainie powinny być przedmiotem dochodzenia, ponieważ należy uważnie decydować o tym w co się wierzy w dzisiejszym świecie, gdzie wszystko można łatwo sfałszować[165]. Rzecznik rządu Węgier, Bertalan Havasi przekazał o potępieniu zbrodni w Buczy przez Orbana i wskazaniu Rosji jako agresora w wojnie z Ukrainą[166].
- Wielka Brytania
  - Minister spraw zagranicznych, Liz Truss, powiedziała, że była „przerażona okrucieństwami w Buczy i innych miastach na Ukrainie” i że „raporty rosyjskich sił atakujących niewinnych cywilów są odrażające”. Powiedziała również, że osoby odpowiedzialne zostaną pociągnięte do odpowiedzialności[163].
- Włochy
  - Premier Mario Draghi powiedział, że obrazy z Buczy są „zadziwiające” i że „władze rosyjskie muszą zostać pociągnięte do odpowiedzialności za to, co się stało”. Wyraził też pełną solidarność Włoch z Ukrainą i jej obywatelami[167].
- Nowa Zelandia
  - Premier Nowej Zelandii Jacinda Ardern określiła zbrodnie rosyjskie mianem „karygodnych”. Powiedziała, że „Rosja musi odpowiedzieć za swoje czyny”. Oczekuje na decyzję Międzynarodowego Trybunału Karnego[168].

### Wydalenie dyplomatów
Po ujawnieniu wydarzeń w Buczy część krajów podjęło decyzję o wydaleniu rosyjskich dyplomatów. Należą do nich: Dania, Szwecja, Niemcy, Łotwa, Litwa, Portugalia, Estonia, Hiszpania, Włochy, Słowacja, Belgia, Holandia, Rumunia, Irlandia i Czechy. Łotwa zdecydowała się ponadto na zamknięcie dwóch konsulatów rosyjskich, Estonia zamknęła jeden konsulat, zaś władze Litwy nakazały ambasadorowi Rosji opuścić teren ich kraju. Jose Manuel Albares, minister spraw zagranicznych Hiszpanii poinformował, że w związku z wydarzeniami w Buczy, z jego kraju zostanie wydalonych dwudziestu pięciu rosyjskich dyplomatów oraz personel ambasady Rosji w Madrycie. Annalena Baerbock, minister spraw zagranicznych Niemiec, zapowiedziała wydalenie czterdziestu dyplomatów.

### Działania aktywistów

#### Identyfikacja rosyjskich żołnierzy

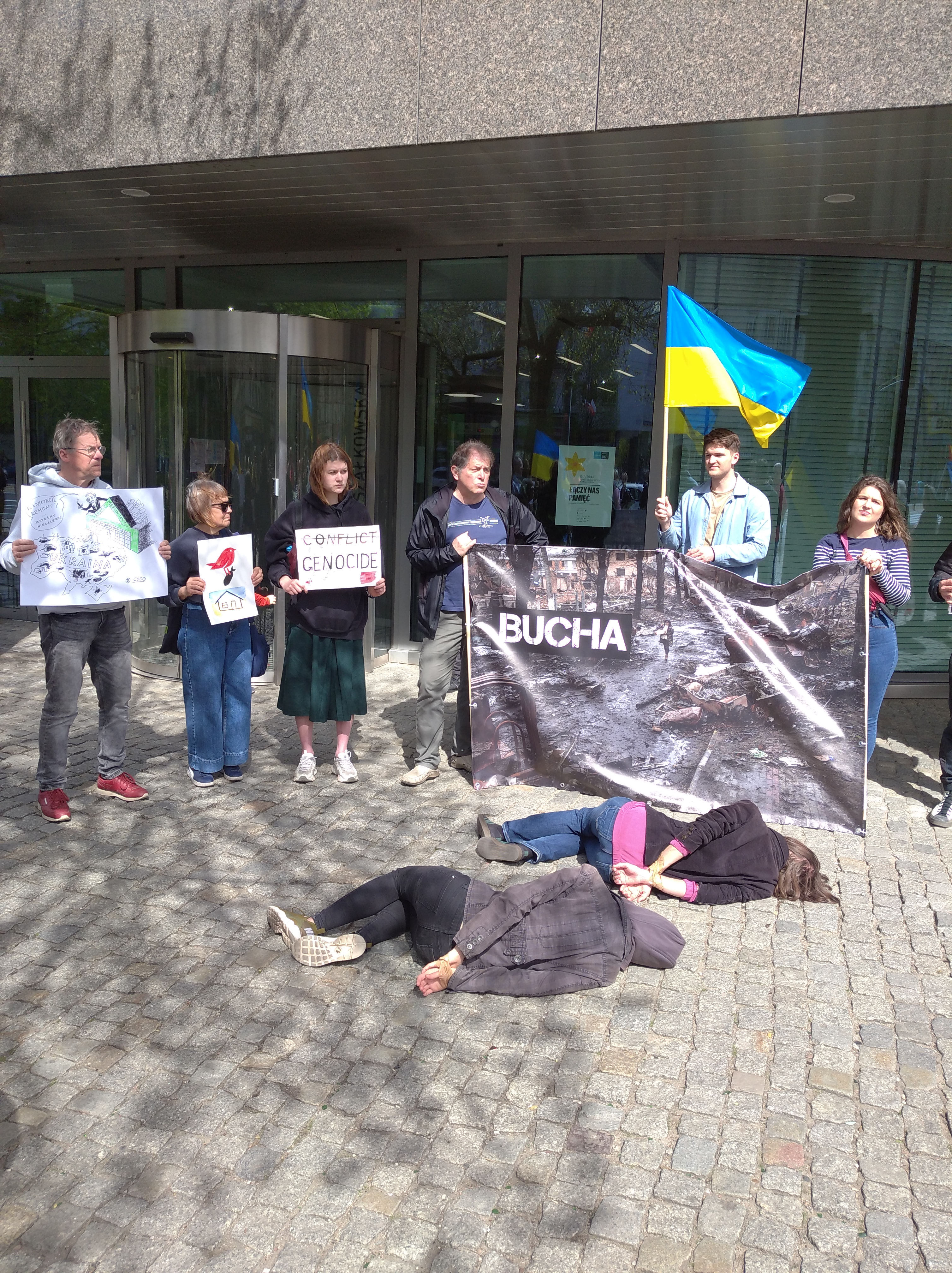
Demonstracja przed siedzibą Agence France Press w Warszawie z bannerem ilustrującym rzeź w Buczy.

InformNapalm opublikował dane Azatbeka Omurbekowa, dowódcy 64 Samodzielnej Brygady Strzelców Zmotoryzowanych, która okupowała Buczę. Aktywiści z grupy Anonymous udostępnili w swoich mediach społecznościowych dane rosyjskich żołnierzy z tej brygady (pokrywające się z danymi podanymi przez ukraiński wywiad) i wezwali przedsiębiorstwa sprzedające swoje produkty na terenie Rosji do zerwania kontaktów handlowych. Estoński internauta naniósł na mapę dane identyfikacyjne pochodzące z numerów paszportów żołnierzy 64 Brygady, które podał ukraiński wywiad. Ustalił, że pochodzili oni z wielu terenów Rosji.

#### Protesty
4 kwietnia nieznana osoba zorganizowała protest w czterech miejscach Moskwy o nazwie „Bucza-Moskwa”. Aktywista odtworzył fotografię cywila, który zginął podczas rzezi w Buczy. Ubrany w strój podobny do ofiary leżał na ulicy ze związanymi z tyłu rękoma. 6 kwietnia przed budynkiem ambasady Rosji w Warszawie odbył się protest przeciw wojnie na Ukrainie, połączony z prezentacją fotografii z Buczy. W Wilnie zorganizowano performans „Swimming Through”. W stawie, widzianym z okien ambasady rosyjskiej, zabarwiono wodę na krwisty kolor. Zbiornik przepłynęła Rūta Meilutytė. 7 kwietnia przed budynkiem parlamentu w Berlinie protestujący leżeli na ziemi ze związanymi z tyłu rękoma i apelowali o nałożenie embarga na pochodzące z Rosji surowce.